# توفول

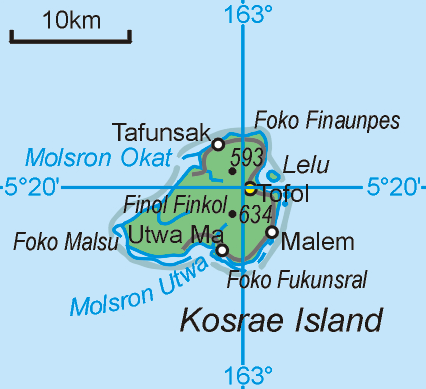
خريطة ولاية كوسراي. تظهر توفول باللون الأصفر.

توفول هي قرية في بلدية مدينة ليلو وهي عاصمة ولاية كوسراي في ميكرونيسيا.

## الموقع
تقع توفول في بلدية ليلو، وتقع جنوب غرب جزيرة ليلو تقريبًا.